# Indianapolis
Indianapolis [ˌɪndɪəˈnæpəlɪs] ist die Hauptstadt des US-Bundesstaates Indiana in den Vereinigten Staaten von Amerika. Bei der Volkszählung 2020 wurden 887.642 Einwohner in Indianapolis gezählt, was es zur drittgrößten Stadt im mittleren Westen der USA macht. Die Indianapolis Metropolitan Area (Indianapolis plus Vororte) zählt rund 2.100.000 Einwohner (Stand: 2020). Die City ist der Verwaltungssitz des Marion County.
Der Indianapolis International Airport ist ein internationaler Flughafen.

## Geschichte
Indianapolis wurde 1821 auf Forderung des Staates Indiana gegründet. Ziel war es, wie im Fall von Washington D.C. auf föderaler Ebene, eine zentrale Hauptstadt zu erschaffen. So wurde Indianapolis auch nach dem Vorbild Washingtons erbaut, das heißt, es führen alle Straßen zum Mittelpunkt der Stadt, dem Monument Circle. Der Aufstieg zum wirtschaftlichen Zentrum Indianas musste noch warten, bis die Stadt 1847 von der Eisenbahn erschlossen wurde. Als Verkehrsknotenpunkt zwischen Chicago, St. Louis, Columbus und Cincinnati wuchs die Stadt rapide. Heute ist sie nicht nur das politische, sondern auch das unumstrittene wirtschaftliche Zentrum Indianas.
Nach der Verwaltungsreform von 1970 („Unigov“) bekam die Stadt Indianapolis annähernd sämtliche Verwaltungsaufgaben in ihren Zuständigkeitsbereich. Somit wurden sämtliche Vororte von Indianapolis eingemeindet. Die Gemeinden von Beech Grove, Lawrence, Southport und Speedway im Marion County blieben von dieser Zuständigkeitsverlagerung verschont. Der Bürgermeister von Indianapolis ist gleichzeitig der Verwaltungschef des Marion County.

### Historische Objekte
- In Indianapolis steht die historische Ralph Waldo Emerson Indianapolis Public School#58. Das Schulgebäude steht an der North Linwood Street auf Nummer 321 und wurde am 6. Dezember 2004 vom National Register of Historic Places als historisches Denkmal mit der Nummer 04001309 aufgenommen.
- Auf der Shelbyville Road auf Nummer 6551 befindet sich das historische Anderson Thompson House.
- Die Lockefield Gardens finden sich an der Indiana Avenue (NRHP-ID 83000133).[4]

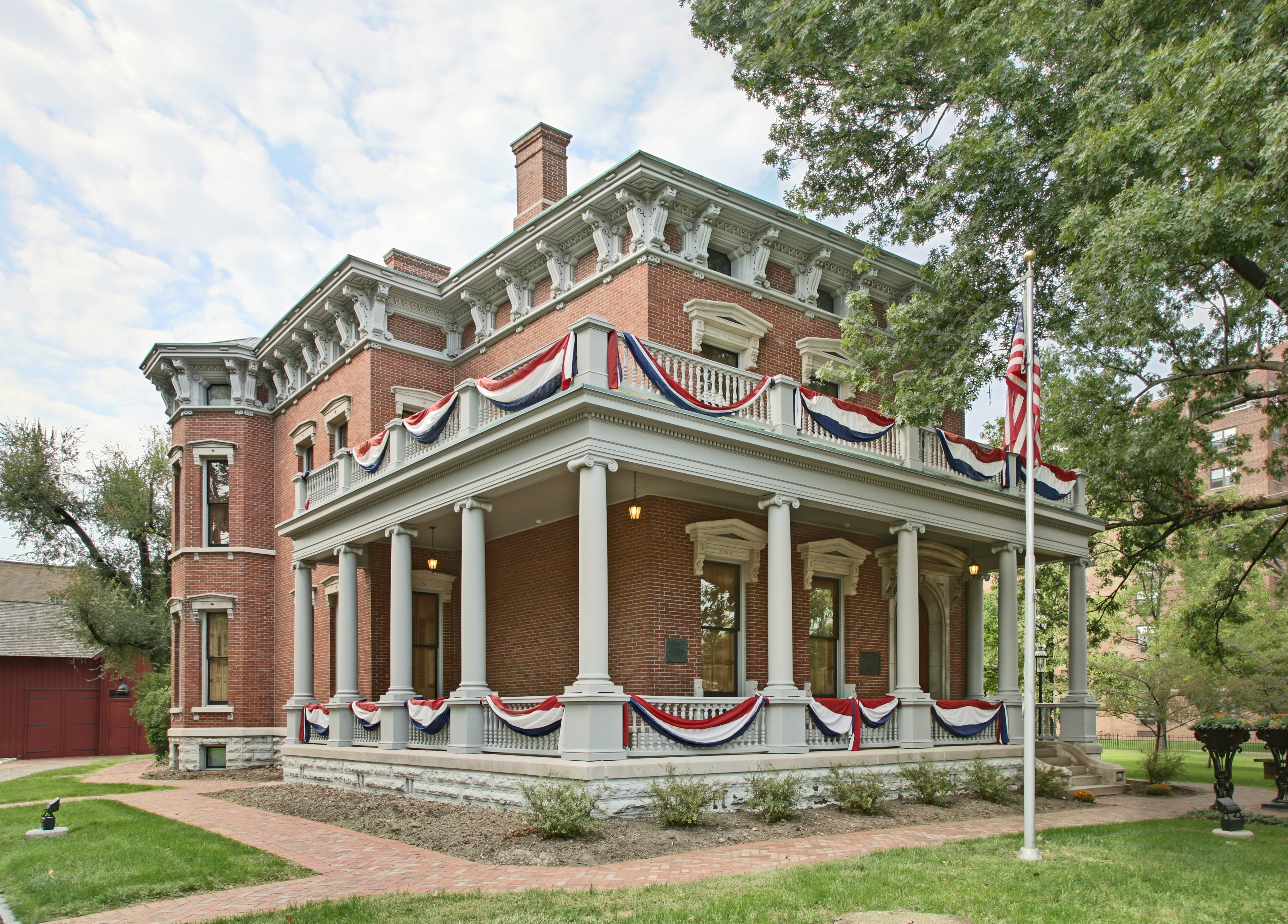
Benjamin Harrison Home (2008)

Acht Bauwerke und Stätten in Indianapolis haben den Status einer National Historic Landmark, darunter das Wohnhaus des früheren Präsidenten Benjamin Harrison, die Indiana World War Memorial Plaza und das Athenæum (Das Deutsche Haus). 228 Bauwerke und Stätten der Stadt sind im National Register of Historic Places (NRHP) eingetragen (Stand 3. November 2018).
Beim Indianapolis FedEx-Amoklauf vom 15. April 2021 kamen neun Menschen ums Leben.

## Demografie
Die Bevölkerung bestand laut dem Zensus von 2010 zu 58,6 Prozent aus Weißen und zu 27,5 Prozent aus Afroamerikanern; 2,1 Prozent waren asiatischer Herkunft. 9,4 Prozent der Bevölkerung waren Hispanics. Der Median des Einkommens je Haushalt lag 2015 bei 41.987 US-Dollar. 21,3 Prozent der Bevölkerung lebten unterhalb der Armutsgrenze.
Einwohnerentwicklung
| Jahr | Einwohner |
| ---- | --------- |
| 1840 | 2.692     |
| 1850 | 8.091     |
| 1860 | 18.611    |
| 1870 | 48.244    |
| 1880 | 75.056    |
| 1890 | 105.436   |
| 1900 | 169.164   |
| 1910 | 233.650   |
| 1920 | 314.194   |
| 1930 | 364.161   |
| 1940 | 386.972   |
| 1950 | 427.173   |
| 1960 | 476.258   |
| 1970 | 744.624   |
| 1980 | 700.807   |
| 1990 | 731.278   |
| 2000 | 781.870   |
| 2010 | 829.718   |
| 2020 | 887.642   |

Die folgende Tabelle zeigt die Einwohnerentwicklung der Metropolitan Statistical Area Indianapolis – Carmel – Anderson nach der Definition des U.S. Census Bureau 2015:
| Jahr | Einwohner¹ |
| ---- | ---------- |
| 1990 | 1.424.886  |
| 2000 | 1.658.439  |
| 2010 | 1.888.082  |
| 2020 | 2.111.040  |

¹ 1990–2020: Volkszählungsergebnisse

## Sehenswürdigkeiten und Kultur

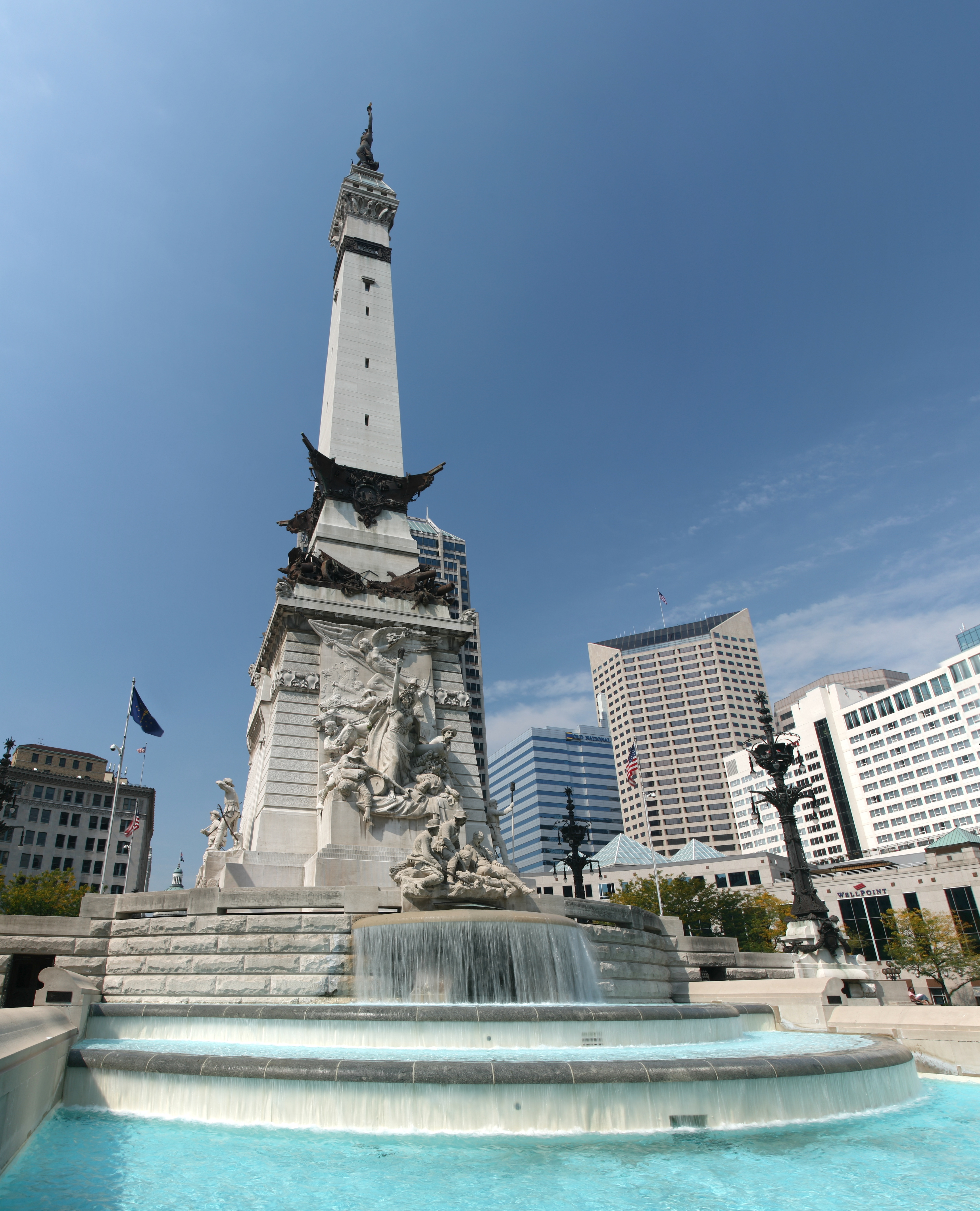
Soldiers’ and Sailors’ Monument am Monument Circle

Indianapolis wird auch „Circle City“ genannt. Diesen Namen hat die Stadt dem Monument Circle in der Stadtmitte zu verdanken. Das Denkmal ehrt die gefallenen Soldaten des Amerikanischen Bürgerkrieges und des Mexikanisch-Amerikanischen Krieges. Ebenfalls in der Stadtmitte befindet sich mit dem War Memorial Plaza ein weiteres Kriegsdenkmal. Es wurde zu Ehren der gefallenen Soldaten der beiden Weltkriege errichtet. Es gibt auch ein National-Denkmal für die Indianapolis.
Das Nachtleben der Stadt spielt sich vor allem in Broad Ripple im Norden der Stadt ab.
Zu den Sehenswürdigkeiten zählen auch das Kindermuseum sowie das Indianapolis Museum of Art. Der Speedway hat sein eigenes Museum, die „Indianapolis Speedway Hall of Fame“. Die Stadt beherbergt eines der großen US-amerikanischen Orchester, das Indianapolis Symphony Orchestra. Elvis Presley gab am 26. Juni 1977 in der Market Square Arena sein letztes Konzert.

## Politik

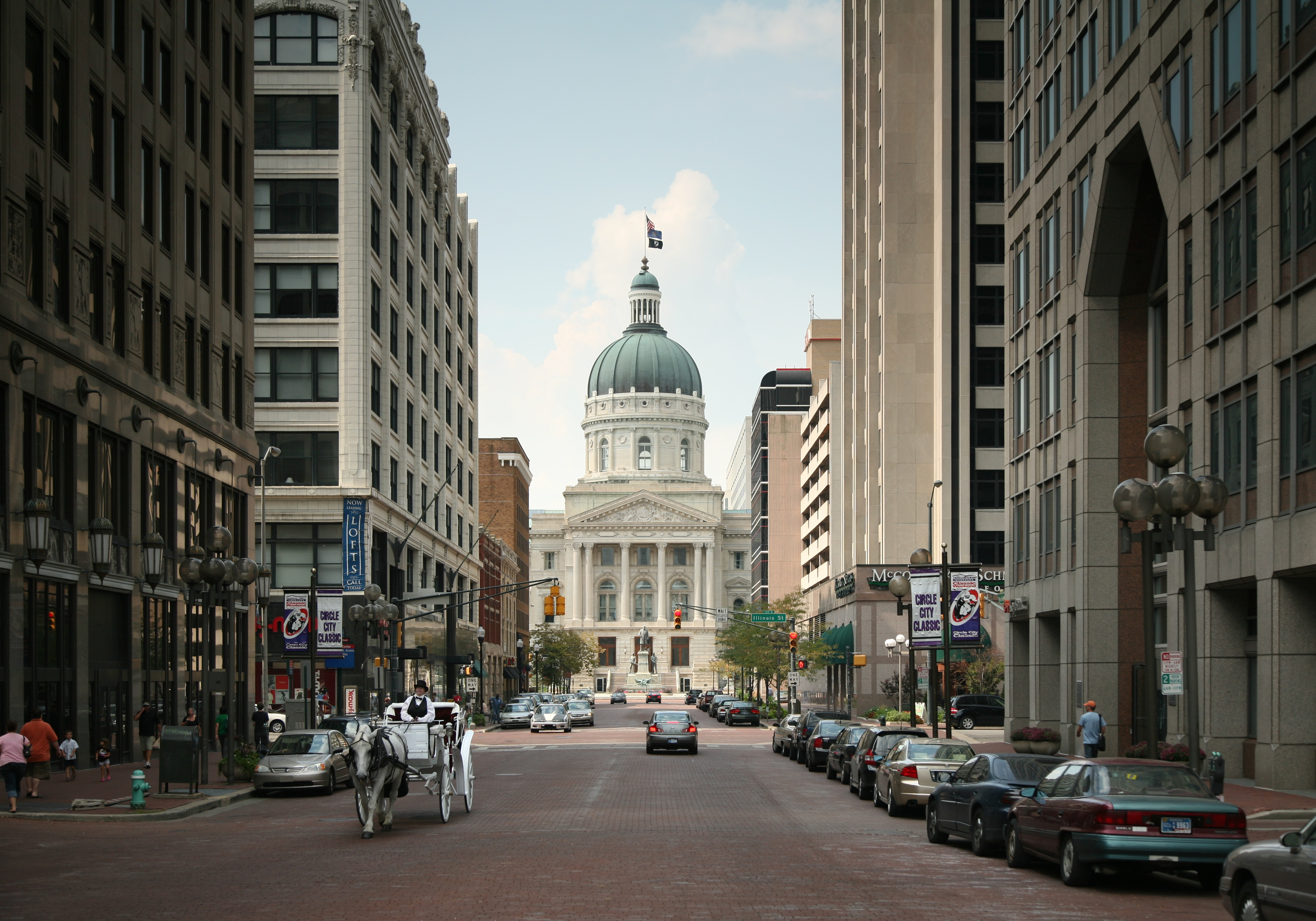
Indiana State Capitol in Downtown Indianapolis

Der amtierende Bürgermeister ist der Demokrat Joe Hogsett. Indianapolis galt lange Zeit als für eine Großstadt relativ konservativ; die Demokraten dominierten weniger als in anderen Großstädten. Dies hat sich mittlerweile geändert. Seit den US-Präsidentschaftswahlen 2004, als die Stadt eine blaue (demokratisch wählende) Insel im roten (republikanischen) Indiana war und für John Kerry stimmte, hat das Marion County bzw. Indianapolis immer für den Präsidentschaftskandidaten der Demokraten gestimmt. Dies hat mit der zunehmenden Stadt-Land-Polarisierung zu tun, nach der die Demokraten in städtischen Gebieten und die Republikaner auf dem Land reüssieren. So sind ehemalige mehrheitlich demokratische Gegenden im ländlichen Südindiana mittlerweile fest in republikanischer Hand, während Indianapolis zu einer demokratischen Hochburg wurde. Bei der Präsidentschaftswahl in den Vereinigten Staaten 2020 haben 63,35 % der Wähler im Marion County für Joe Biden und 34,30 % der Wähler für Donald Trump gestimmt.

## Bildung
Es gibt folgende Universitäten:
- Butler University
- Indiana University-Purdue University Indianapolis
- University of Indianapolis
- Ivy Tech
- Marian University

Die meisten Jugendlichen besuchen die Indianapolis Public Schools (Schulbezirk in der Innenstadt) oder die entsprechenden Schulen in den Außenbezirken der Stadt.

## Wirtschaft
Die Metropolregion von Indianapolis erbrachte 2016 ein Bruttoinlandsprodukt von 135,4 Milliarden US-Dollar und belegte damit Platz 26 unter den Großräumen der USA. Die Arbeitslosenrate in der Metropolregion betrug 3,0 Prozent und lag damit unter dem nationalen Durchschnitt von 3,8 Prozent (Stand: März 2018). Das persönliche Pro-Kopf-Einkommen lag 2016 bei 49.681 Dollar, womit Indianapolis ein überdurchschnittliches Einkommensniveau besaß.

## Verkehr
Der Indianapolis International Airport ist der internationale Flughafen der Stadt. Der innerstädtische Verkehr wird sehr stark vom Automobilverkehr dominiert: 92 % aller Fortbewegungen geschehen mit dem PKW, nur etwa 2 % zu Fuß. (Vergleich Leipzig 27 % zu Fuß und 36 % mit dem Auto)

## Sport in Indianapolis

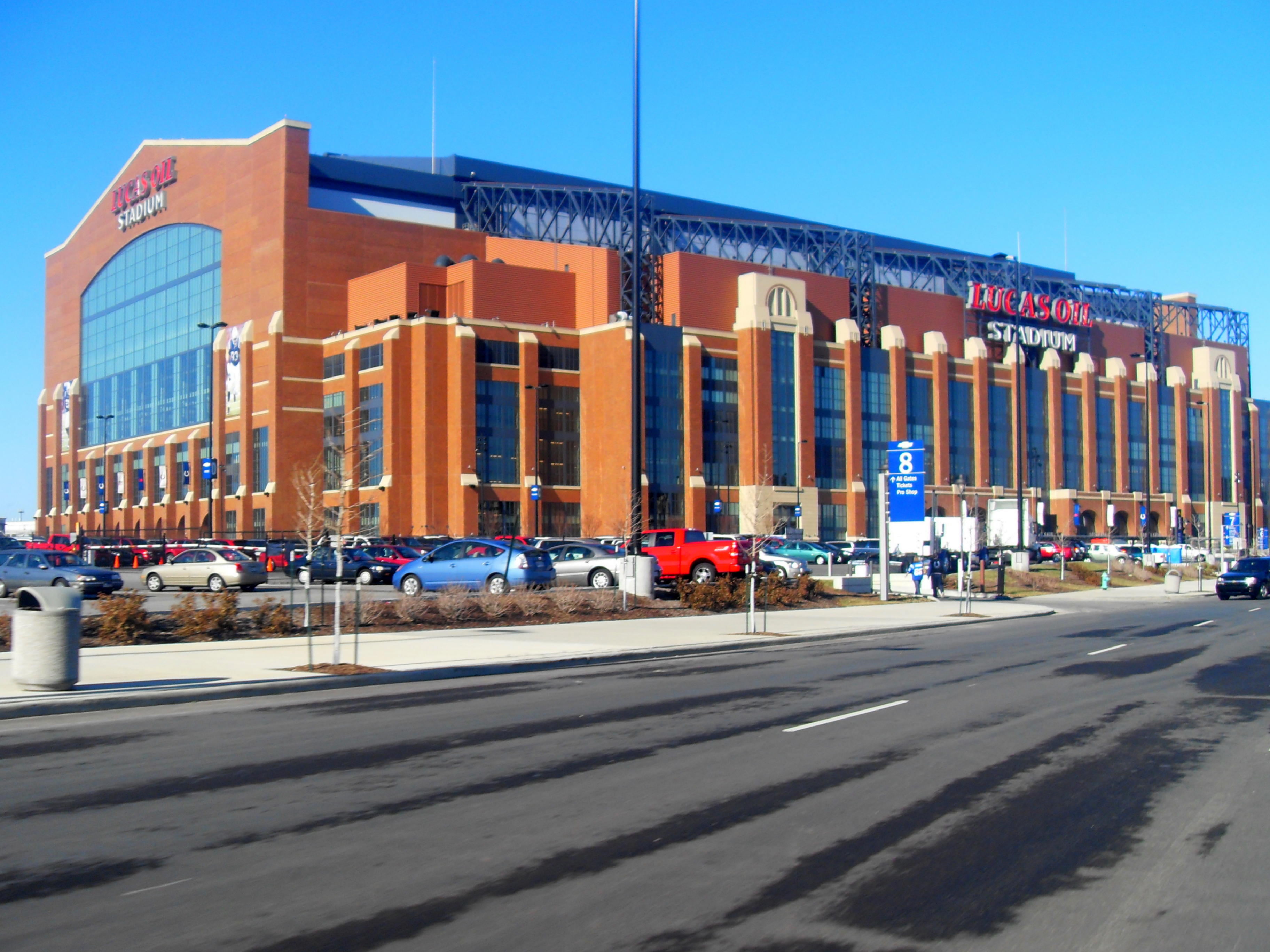
Das Lucas Oil Stadium – das Heimstadion des NFL-Teams Indianapolis Colts

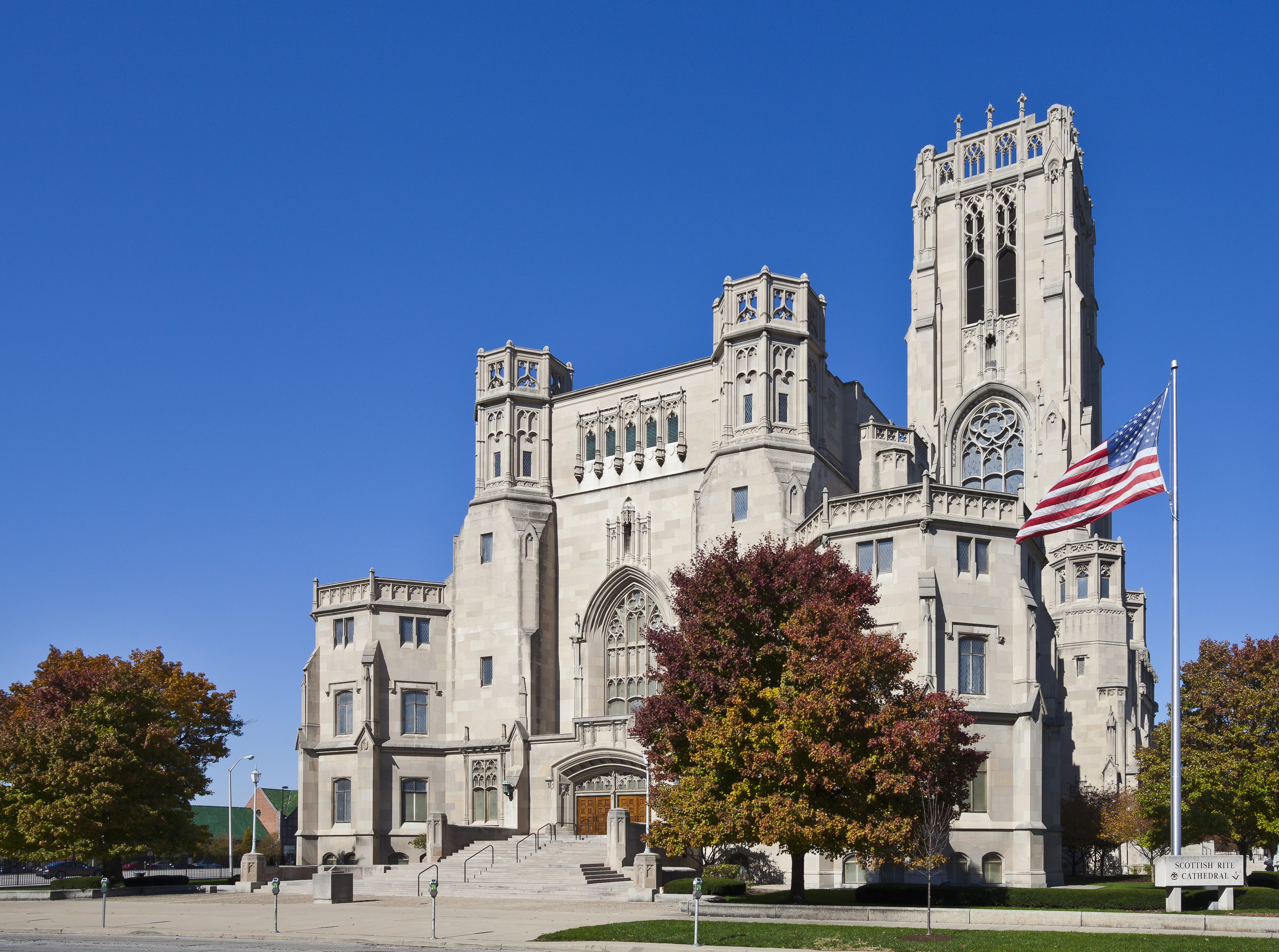
Scottish Rite Cathedral

Der Indianapolis Motor Speedway liegt entgegen der häufigen Annahme nicht in Indianapolis, sondern in Speedway, einer eigenen Stadt, die vollständig von Indianapolis umschlossen ist. Die Rennstrecke ist der Austragungsort des berühmten Autorennens Indianapolis 500 (kurz Indy 500). Das Rennen findet am Sonntag vor dem Memorial Day, dem letzten Montag im Mai, statt. Die an dem Rennen teilnehmenden Boliden werden daher auch Indycars genannt. Der Rennparcours, The Brickyard genannt, wird auch im NASCAR Sprint Cup beim Allstate 400 at the Brickyard im August befahren und wurde als Austragungsort für den US-Grand-Prix der Formel 1 benutzt. Da seit 2008 die Formel 1 nicht mehr in Indianapolis gastiert, wurde die Strecke zum Austragungsort für den Indianapolis-Grand-Prix der Motorrad-Weltmeisterschaft umgebaut.
Die bekanntesten Vereine Indianapolis’ sind die Indiana Pacers, ein Basketballteam in der National Basketball Association (NBA), die Indiana Fever, ein Basketballteam in der Women’s National Basketball Association (WNBA), und die Indianapolis Colts, ein American Footballteam der National Football League (NFL). Letztere tragen ihre Heimspiele im Lucas Oil Stadium aus und gewannen den Super Bowl 2007. Auf dem Victory Field sind die Indianapolis Indians zuhause, ein Baseballteam der International League.
Indianapolis ist außerdem die Heimat der Indiana Ice, ein Junioreneishockeyteam aus der USHL. Zuvor gab es auch ein Profiteam, die Indianapolis Ice, welches bis 2001 in der IHL und danach bis 2004 in der Central Hockey League spielte.
Die Panamerikanischen Spiele 1987, die World Police and Fire Games 2001, die Basketball-Weltmeisterschaft 2002, sowie der Super Bowl XLVI fanden in Indianapolis statt.

## Persönlichkeiten

### Söhne und Töchter der Stadt
- John Taffe (1827–1884), Politiker
- George Andrew Reisner (1867–1942), Ägyptologe
- Booth Tarkington (1869–1946), Schriftsteller
- Johnny Aitken (1885–1918), Automobilrennfahrer
- Justin Carlyle Gruelle (1889–1978), Maler, Illustrator und Wandbildkünstler
- Norman Scott (1889–1942), Zwei-Sterne-Admiral im Zweiten Weltkrieg
- John Dillinger (1903–1934), Bankräuber
- Edwin Pauley (1903–1981), Geschäftsmann
- Lucy Ashjian (1907–1993), Fotografin
- Robert Paige (1910 oder 1911–1987), Schauspieler
- Robert Emhardt (1914–1994), Schauspieler
- Steve McQueen (1930–1980), Film- und Fernsehschauspieler
- Joseph Lutz (1933–1999), Generalmajor der United States Army
- Anthony W. England (* 1942), Astronaut
- David Letterman (* 1947), Talkshow-Moderator
- Dan Quayle (* 1947), Politiker und 44. Vizepräsident der Vereinigten Staaten von Amerika
- Bart Peterson (* 1958), Politiker und von 2000 bis 2008 Bürgermeister von Indianapolis
- Babyface (Kenneth Brian Edmonds, * 1959), R&B- und Popsänger, Songwriter und Produzent
- Sean Buck (* 1960), Vizeadmiral der United States Navy
- Brendan Fraser (* 1968), Filmschauspieler
- Lamon Brewster (* 1973), Schwergewichtsboxer
- Jonas Talkington (* 1976), Schauspieler und Casting Director
- Alison Bales (* 1985), Basketballspielerin
- Jack Johnson (* 1987), Eishockeyspieler
- Conner P. Kelley (* 1994), Schauspieler
- Piper Kelly (* 1999), Sportkletterin

### Persönlichkeiten, die vor Ort gewirkt haben
- Sylvia Marie Likens (1949–1965), Mordopfer
- Vivica A. Fox (* 1964), Schauspielerin

## Städtepartnerschaften
- Köln, Deutschland
- Monza, Italien
- Piran, Slowenien
- Taipei, Republik China (Taiwan)
- Scarborough, Kanada

## Klimatabelle
|                       | Jan  | Feb  | Mär  | Apr  | Mai   | Jun  | Jul   | Aug  | Sep  | Okt  | Nov  | Dez  |   |         |
| Mittl. Tagesmax. (°C) | 0,9  | 3,5  | 10,5 | 17,4 | 23,2  | 28,2 | 29,7  | 28,7 | 25,3 | 18,8 | 11,1 | 3,6  | ⌀ | 16,8    |
| Mittl. Tagesmin. (°C) | −8,2 | −6,2 | −0,1 | 5,3  | 10,9  | 16,1 | 18,4  | 17,1 | 13,1 | 6,4  | 1,2  | −4,9 | ⌀ | 5,8     |
|                       |      |      |      |      |       |      |       |      |      |      |      |      |   |         |
| Niederschlag (mm)     | 58,9 | 62,5 | 96,3 | 94,0 | 101,6 | 88,6 | 113,5 | 92,5 | 72,9 | 66,8 | 82,0 | 84,8 | Σ | 1.014,4 |
|                       |      |      |      |      |       |      |       |      |      |      |      |      |   |         |
| Sonnenstunden (h/d)   | 4,3  | 5,2  | 5,8  | 7,2  | 8,5   | 9,6  | 9,5   | 8,8  | 7,8  | 6,3  | 3,9  | 3,3  | ⌀ | 6,7     |
|                       |      |      |      |      |       |      |       |      |      |      |      |      |   |         |
| Regentage (d)         | 7,9  | 7,4  | 10,0 | 9,4  | 9,5   | 7,4  | 8,1   | 7,0  | 6,3  | 6,7  | 8,1  | 9,7  | Σ | 97,5    |
|                       |      |      |      |      |       |      |       |      |      |      |      |      |   |         |
| Luftfeuchtigkeit (%)  | 75   | 74   | 70   | 66   | 67    | 68   | 73    | 75   | 74   | 72   | 76   | 78   | ⌀ | 72,3    |

| −8,2 |

| −6,2 |

| −0,1 |

| 5,3 |

| 10,9 |

| 16,1 |

| 18,4 |

| 17,1 |

| 13,1 |

| 6,4 |

| 1,2 |

| −4,9 |

| −8,2 |

| −6,2 |

| −0,1 |

| 5,3 |

| 10,9 |

| 16,1 |

| 18,4 |

| 17,1 |

| 13,1 |

| 6,4 |

| 1,2 |

| −4,9 |